# Aéroport de Sandakan
L'aéroport de Sandakan (code IATA : SDK • code OACI : WBKS) est un aéroport domestique desservant la ville de Sandakan, une ville de la province de Sabah en Malaisie, situé à 14 kilomètres du centre-ville. En 2005, l'aéroport accueillait 621 513 passagers pour 10 876 mouvements aériens.

## Situation
| Alor · Setar Ba'kelalan Bario Bintulu Ipoh Johor Bahru Kerteh Kota Bharu Kota · Kinabalu Kuala · Lumpur Kuala Terengganu Kuantan Kuching Kudat Labuan Lahad Datu Langkawi Lawas Limbang Long · Akah Long · Banga Long Lellang Long · Seridan Malacca Marudi Miri Mukah Mulu Pulau · Pangkor Penang Pulau Redang Sandakan Sibu Subang Tanjung · Manis Tawau |

## Compagnies aériennes et destinations
| Compagnies                           | Destinations                          |
| ------------------------------------ | ------------------------------------- |
| AirAsia                              | Kota Kinabalu, Kuala Lumpur           |
| Malaysia Airlines                    | Kota Kinabalu, Kuala Lumpur           |
| Malaysia Airlines opéré par MASwings | Kota Kinabalu, Keningau, Kudat, Tawau |

Édité le 01/01/2018